# パチコン
パチコン
1. ユニバーサルグループから発売されたパチンコ機の通称
2. 東芝EMI（後のEMIミュージック・ジャパン → ユニバーサル ミュージック）から発売されたファミリーコンピュータ用パチンコゲーム

本項では、双方について記述する。

## パチンコ機
パチコンとは、かつてユニバーサルグループから発売されたパチンコ機種の通称。代表的な機種として、現金機では「GIGA」（瑞穂製作所）・「ジェネシス」（ユニバーサル）が、CR機では「CR乙姫」（メーシー販売）・「CRラブラブカップル」（メーシー販売）などがある。
1990年代にユニバーサルグループはパチンコに参入することになったが、当時ユニバーサルグループはパチンコメーカーの業界団体である日本遊技機工業組合（日工組）に加盟しておらず、日工組が管理するパチンコ機に関する特許を利用することが出来なかった。それを逆手に取って、遊技機の区分上はパチンコとしての扱いだが、内部システムに日電協が管理するパチスロ機の技術を採り入れたデジパチがパチコンである。
パチンコとパチコンの最大の相違点は設定の存在である。初期の現金機では大当たり確率が、後期のCR機では電チュー開放確率がそれぞれ6段階設定となっていた。 また、実際のデジパチにあったアタッカー内のVゾーンもパチコンでは使えなかったため、アタッカーが開放して最初の数秒間に玉が入賞すれば継続する仕様となっていた。
ユニバーサルでは設定を細かく変更することで「釘調整の必要がないパチンコ」を謳っていたが、ユニバーサル自体パチンコではあまり実績のないメーカーだったこともあり、パチコン自体はそれほど普及しなかった。
2001年にミズホが日工組に加盟し、当時のアルゼグループでは初の本格的なパチンコ機種に参入となったと引き替えにパチコン（パチスロ機としての扱い）の製造から撤退した。なお、2006年にメーシーも日工組（翌2007年発売の「CRサンダーV」から）に加盟したため、ユニバーサルグループのパチンコ部門は前述の日工組に加盟している2社（2022年現在もミズホ、メーシーのみ）での発売体制となっている。
パチコンの製造が終わって以降、パチスロ扱いのデジパチは事実上ユニバーサルグループしか製造されなかったため、パチンコ玉を利用した本格的なパチスロで、パチスロの5号機とパチンコのCR機双方に属した「パロット」として日本新遊技機開発工業会という一般的なパチンコとパチスロとは異なるパチコンメーカー専門の業界団体が定めている。
1. ↑  ユニバーサルおよび一部のグループ企業が加盟しているのはパチスロメーカーの業界団体である日本電動式遊技機工業協同組合（日電協）という別組織であり、国家公安委員会の外郭団体である保安通信協会（保通協）が遊技機全体（ぱちんこ〈パチンコ〉、回胴式遊技機〈パチスロ〉、アレンジボール、雀球）の形式試験を管轄していた。
2. ↑  「GIGA」の場合、大当たり確率が1/390（設定1）～1/222（設定6）。なお、パチンコのCR機も初期の1996年内規改正までにおける一部機種に大当たり確率の設定を3段階に分けて設けていた時期があったが、こちらは設定1が一番大当たり確率が高くなる。P機の初期を中心とした一部機種にも大当たり確率が6段階で、設定6が一番高い設定が日工組が管理するパチンコ機にも登場した。

## パチンコゲーム
パチコンは1985年11月21日に東芝EMIから発売されたファミリーコンピュータ用パチンコゲーム。同機では初めてのパチンコゲームである。MSX版も同年に発売され、ファミリーコンピュータ版よりも少し後に発売されたが、同時開発のため、開発終了が早かった。ファミリーコンピュータ用ソフトの売り上げが好評だったため、のちに NEC PC-8801（1986年1月発売） PC-9801（1987年発売）に移植された。1988年10月4日にはファミリーコンピュータ ディスクシステムでも書き換え専用タイトルとして発売された。開発元はベアーズ（FC,MSX）、ショウエイシステム（PC-8801版以降）。
本来は子供でも手軽にパチンコの楽しさを伝えるために開発されたもので、パッケージには「18歳未満、大歓迎!!」と書かれている。同じ大人の娯楽である麻雀やゴルフといったを扱ったゲームとは異なり、同時期までに発売されたゲーム機向けのパチンコゲームは非常に少なく（1983年にセガがSG-1000向けに発売した『パチンコ』、1984年にカシオ計算機がPV-1000、PV-2000、MSX向けに発売した『パチンコUFO』ぐらいしかなかった）、大人からの支持が高かった。
羽根モノ（A）とデジパチ（B）の2機種を収録。「GAME」が練習用で直接機種に進み、ディスクシステム版に関しては釘調整も可能となっている。「SELECT」が実践用でホールを再現した構成で、120台の中から好きな台を選び、台毎に釘の曲がり具合が異なっており、打ち止めになるまで遊ぶといったものである。パッケージ表記の「240台」は、「SELECT」の両モード会わせた合計である。
実際のパチンコとは大きくかけ離れた内容ではあったが、確率によるデジタル表示や釘の配置による玉の流れの変化など、パチンコの主要な点は楽しむ事ができた。
また、ファミコン版の内部データには開発当時ベアーズに所属しているスタッフのY.Sによる開発の裏話や愚痴が記載されている。MSX版は沖縄県出身のベアーズ所属スタッフが手掛けた琉球方言の内部データであり、ファミコン版の内部データにもその事が書かれている。